# Welcome to the Goondox
| Оценки критиков     | Оценки критиков |
| Источник            | Оценка          |
| ------------------- | --------------- |
| Allmusic            | [ 1 ]           |
| hiphopspeakeasy.com | [ 2 ]           |

Welcome to the Goondox — совместный альбом немецкой группы Snowgoons и американских рэперов PMD и Sean Strange, выпущенный 9 апреля 2013 года на лейбле Boondox Records/Goon Musick Records, Inc./Illseed Entertainment.
Альбом был полностью спродюсирован немецкой группой Snowgoons. В записи альбома приняли участие приглашённые рэперы: Sicknature, N.O. The God, Smoothe Da Hustler, Scott G, Chief Kamachi, First Cousins, Stress, Swifty McVay из D12, Tom J, Esoteric, Meth Mouth, Odoub, Reef The Lost Cauze, Bundy, Impakt, Jaysaun, Jus Allah из Jedi Mind Tricks, Klee Magor, Psych Ward, Swollen Members и Virtuoso.
Альбом был выпущен в цифровом виде, а также на компакт-дисках и винилах. В делюкс-версию альбома, выпущенную в цифровом виде, вошло три бонус-трека: «Everything», «Code Red» и «Y’all Invited». Было снято четыре видеоклипа на песни: «Welcome To The Goondox», «Raps Of The Titans», «Stand Up» и «Bang Out». Также был выпущен документальный фильм Welcome To The Goondox, в котором участники проекта рассказывают о том, как создавался этот альбом.

## Предыстория
The Goondox — это новая группа, состоящая из Пэрриша «PMD» Смита из всемирно известного дуэта EPMD, Шона Стренджа и Сноугунз, которая была образована в 2011 году в результате совместного тура по Европе.
Отношения Шона и PMD начались в 2003 году, когда они вместе записали свою первую запись, и продолжали развиваться, поскольку они выступали на нескольких шоу вместе на протяжении многих лет и объединились для песни «The Sinister Sicks», представленной на дебютном альбоме Шона  2010 года, Street Urchin. Во время европейского тура Шон, PMD и Snowgoons записали две песни и были настолько впечатлены результатом, что решили записать полноценный альбом под названием Welcome to the Goondox. Пэрриш известен своим многочисленным вкладом в хип-хоп, включая открытие таких рэп-легенд, как Redman, Das Efx и многих других. Шон Стрендж известен своим лояльным культовым андеграундом после своих прошлых работ с такими артситами, как D12, Nature, ILL BILL и другими. Snowgoons для работы над продакшеном для многих уважаемых артистов, от легенд андеграунда до хип-хоп роялти, таких как M.O.P. и все они известны своей свирепой преданностью гастролировать по всему миру.
До настоящего момента The Goondox гастролировали по всей территории США, Канады и Европы с момента образования группы в 2011 году, и за последние 2 года провели более 200 шоу, включая такие фестивали, как Rock the Bells, Hip Hop Kemp в Чехии и Royal Arena в Швейцарии. Выпустив альбом 9 апреля 2013 года, хип-хоп сообщество наверняка обратит внимание на эту новую группу.

## Список композиций
| #  | Название                             | При участии                                                                                             | Длительность |
| -- | ------------------------------------ | --- | ------------ |
| 1  | «Intro (Hit Squad Airlines)»         | | 3:43         |
| 2  | «Welcome To The Goondox»             | | 3:46         |
| 3  | «All Around The World»               | | 4:45         |
| 4  | «New Box»                            | Sicknature                                                                                              | 2:50         |
| 5  | «No Time To Look Back»               | | 3:50         |
| 6  | «Bang Out (RMX)»                     | N.O. The God, Smoothe Da Hustler                                                                        | 4:07         |
| 7  | «Weather The Storm»                  | Scott G                                                                                                 | 3:47         |
| 8  | «Forever (Til The Death)»            | Chief Kamachi, First Cousins, N.O. The God, Stress, Swifty McVay, Tom J                                 | 4:10         |
| 9  | «Stand Up (For The Love Of Hip Hop)» | | 2:45         |
| 10 | «All Or Nothing»                     | | 3:17         |
| 11 | «Goondox Saints»                     | Esoteric, Meth Mouth, Odoub, Reef The Lost Cauze, Scott G, Bundy                                        | 2:08         |
| 12 | «The Chase»                          | | 3:19         |
| 13 | «Raps Of The Titans»                 | Impakt, Jaysaun, Jus Allah, Klee Magor, Meth Mouth, Odoub, Psych Ward, Swollen Members, Bundy, Virtuoso | 6:14         |
| 14 | «Living The Life»                    | | 2:54         |

### Дополнительные песни
| #  | Название        | При участии                | Длительность |
| -- | --------------- | -------------------------- | ------------ |
| 15 | «Everything»    | D.B.D.                     | 2:56         |
| 16 | «Code Red»      | D.B.D.                     | 1:33         |
| 17 | «Y’all Invited» | Tom J (Of the Knucklehedz) | 2:59         |